# エロス・ポーリ
エロス・ポーリ（Eros Poli、1963年8月6日 - ）は、イタリア、イーゾラ・デッラ・スカーラ出身の元自転車競技（ロードレース）選手。

## 来歴
1984年
- ロサンゼルスオリンピック
  -  チームタイムトライアル(TTT) 優勝（+ マルコ・バルタリーニ、マルコ・ジョヴァンネッティ、クラウディオ・ヴァンデッリ）

1985年
- ロードレース世界選手権 TTT 3位

1986年
- ロードレース世界選手権 TTT 2位

1987年
- ロードレース世界選手権 TTT 優勝（+ ロベルト・フォルトゥナート、マリオ・シレア、フラヴィオ・ヴァンツェッラ）

1991年、デル・トンゴ - MG・ボーイズと契約しプロ転向。
1994年、メルカトーネ・ウノに移籍
- ツール・ド・フランス第15ステージのモンペリエ〜カルパントラ間に組まれたモン・ヴァントゥを首位で通過。この時点で後続に20分以上の大差をつけた。その後は後続勢の猛追を受けたものの、区間優勝を果たした。

1997年、ガンに移籍。
1999年、引退。